# Leptostraca
I Leptostraci (Leptostraca Claus, 1880) sono un ordine di crostacei  della classe Malacostraca (sottoclasse Phyllocarida).

## Descrizione

Nebalia bipes dell'ordine Leptostraca
Leggenda: 1. Antennule, 2. Rostrum, 3. Carapace, 4. Addome, 5. Furca, 6. Telson, 7. Pleopodi, 8. Antenne, 9. Toracopodi (nascosto dal carapace), 10. Occhio

Sono la forma più primitiva nella classe Malacostraca e si distinguono soprattutto per avere l'addome diviso in sette segmenti invece che sei.